# Toxorhina bispinosa
Toxorhina bispinosa är en tvåvingeart som beskrevs av Alexander 1965. Toxorhina bispinosa ingår i släktet Toxorhina och familjen småharkrankar.
Artens utbredningsområde är Madagaskar. Inga underarter finns listade i Catalogue of Life.